# Sri Aurobindo
Sri Aurobindo (Calcuta, 1872 - Pondicherry, 1950). Figura polifacètica la vida del qual està a cavall entre al tombant del segle xix al segle xx, Sri Aurobindo fou polític i lluitador per la independència de l'Índia; filòsof, integrador de dues civilitzacions: Orient i Occident; vident, i descobridor d'una nova, misteriosa i ascendent geografia d'aquesta terra i d'aquest univers; mestre de ioga i de nous camins d'acostament a la divinitat; poeta de sonets i d'una extensa epopeia èpica, Savitri, compendi de la seva experiència.

## Biografia
Nasqué a Calcuta el 15 d'agost de 1872. A l'edat de set anys fou enviat a Anglaterra, on passà els següents anys d'estudis. El 1889 va ingressar a Cambridge amb una beca d'estudis concedida per la St. Paul's School de Londres, on reeixí brillantment els seus estudis amb menció de «primera classe».
Després d'haver adquirit els títols necessaris per entrar en el servei civil de l'Índia, en el qual no va entrar per haver rebutjat presentar-se a l'examen d'equitació, va tornar al seu país i va integrar, el 1893, el servei administratiu del principat de Baroda (actual districte de l'estat indi de Gujarat). A part del seu treball administratiu, fou nomenat professor de francès del col·legi de Baroda i, posteriorment, d'anglès. En aquest període, va aprendre el sànscrit i altres llengües de l'Índia, i va seguir al mateix temps amb interès els esdeveniments polítics del seu país.

## L'activitat política
Amb motiu de la divisió de Bengala, el 1905, abandonà Baroda i va començar a participar obertament en política. Fou un dels grans líders del moviment nacionalista de Bengala, durant el tràgic període de 1906 a 1910. La seva influència en la transformació del pensament i opinió de tota l'Índia fou molt profunda, especialment mitjançant el diari Bande Mataram. Detingut a causa de la seva activitat política, el 1908 fou empresonat durant un any a la presó d'Alipore (Calcuta).

## El ioga
La seva estada a la presó va significar un canvi decisiu en la seva vida. En un medi tan poc favorable, se submergia quasi contínuament en la meditació. La seva vida interior i les seves realitzacions espirituals aviat el duran a fixar-se en un objectiu més ampli i universal que l'alliberament del seu país: l'esdevenidor de la humanitat, la nova era de l'esperit i l'aparició d'una nova espècie humana.
En sortir de presó va fundar dos setmanaris, l'un en anglès, Karmayogin, i un altre en bengalí, Dharma. Va continuar durant algun temps les seves activitats polítiques, però una nit va rebre l'avís que la policia projectava realitzar un registre al seu despatx de Karmayogin i, per no ser detingut o deportat, anà a amagar-se a Chandemagore, a pocs quilòmetres de Calcuta. Allà va rebre, segons ell, una ordre des de dalt d'anar a Pondicherry, on arribà el 4 d'abril del 1910. Aquest fet significà la ruptura definitiva amb la seva vida anterior.
Després de quatre anys de practicar el ioga en el silenci va fundar, el 15 d'agost del 1914, una revista filosòfica mensual, Arya, en la qual expressava, en llenguatge intel·lectual, la seva visió de l'ésser humà i de la història, del destí diví de l'individu i del camí a seguir per assolir-lo, de la marxa de la societat humana cap a la unitat i l'harmonia, de la naturalesa i de l'evolució de la poesia, del sentit profund dels Vedes, dels Upanishad i de la Bhagavad-gita i de l'esperit i de la significació de la cultura índia.

## Darrers anys
Durant la Segona Guerra Mundial es va pronunciar obertament en suport de la causa aliada -en un escenari colonial on qualsevol tipus d'aliança amb els ocupants anglesos era més que qüestionada-, en percebre amb claredat el perill que les forces del nazisme representaven per a l'evolució futura de la humanitat.Després de la independència va declinar l'oferiment de presidir el Congrés Nacional Indi.
Sri Aurobindo es morí el 5 de desembre del 1950.

## La mare
La seva íntima col·laboradora, Mirra Alfassa, més coneguda com La mare, nascuda a París de pare turc i mare egípcia, arribà a Pondicherry el 29 de març de 1914, i s'hi instal·là definitivament el 1920.
Sri Aurobindo la considerava la seva igual, i a causa de la seva capacitat per a l'organització, es feu càrrec de la vida diària de l'asram a partir del 24 de novembre del 1926, quan Sri Aurobindo es va recloure retirant-se de la vida pública. Des d'aquesta data, la supervisió dels assumptes de l'asram queda a càrrec de La mare, inclosos els seus instituts i Auroville, la ciutat internacional propera a Pondicherry, fundada el 1968. Després de la desaparició de Sri Aurobindo, La mare va continuar el treball iogui emprès per aquest. Els ensenyaments de La mare foren impartits principalment de forma oral, i foren recopilats en diversos volums amb els títols de Collected Works i de Mother's Agenda (L'agenda de La mare). De la seva obra escrita destaca Prayers and Meditations (Precs i meditacions).

## L'obra escrita
- Filosofia:

| « | Els continguts apareguts en Arya estan actualment recollits i publicats en llibres: The Life Divine (La vida divina), The Synthesis of Yoga (La síntesi del ioga), The Human Cycle (El cicle humà), The Ideal of Human Unity (L'ideal de la unitat humana), The Future Poetry (La poesia futura), The Secret of the Veda (El secret del Veda), The Unpanishads (Els Upanishads), Essays on the Gita (Assaigs sobre la Gita), The Foundations of Indian Culture (Els fonaments de la cultura índia). A cavall entre la filosofia i el ioga, per l'accessibilitat de la seva lectura en tractar-se de sentències breus, s'ha de destacar els Aforismes i Cops d'ull i Pensaments | » |

- Poesia:

| « | La pràctica totalitat de la seva obra poètica està recollida en: Collected Poems (Recull de poemes). Cal una menció a part pel poema èpic Savitri, considerat pel mateix Sri Aurobindo com la seva obra més representativa i que, prenent com a inici un breu relat conegut del Mahabharata, constitueix una descripció en to epicopoètic de tota l'experiència interior i espiritual de l'autor. | » |

- Ioga:

| « | A més dels anteriors, des del punt de vista pràctic, com a guia i orientació en el camí del seu ioga, el ioga integral, existeix una extensa recopilació d'escrits i cartes enviades als seus deixebles: Letters on Yoga (Cartes del ioga), publicada de manera parcial amb els següents títols: The Life Divine (La vida divina), The Synthesis of Yoga (Síntesi del ioga). Algunes d'aquestes cartes, per la importància i profunditat del tema que tracten, han assolit el caràcter de petites obres a part amb substantivitat pròpia. És el cas de The Supramental Manifestation Upon Earth (La supramental manifestació sobre el món) i de Mother's Agenda (L'agenda de la mare), conjunt de cartes que de forma succinta i de la pròpia mà de Sri Aurobindo exposen el contingut essencial del seu ioga. | » |

## L'essència del seu ensenyament
- La divinitat no és quelcom llunyà i inaccessible, sinó que es troba per tot arreu i també dins de l'ésser humà, és la divinitat interior. Sri Aurobindo designa aquest principi diví l'interior humà com l'ésser psíquic i mostra el camí per a entrar-hi en contacte i fer que el seu influx pugui deixar també empremta en la vida exterior.

- En el vessant universal o còsmic, Sri Aurobindo planteja l'existència d'un principi actiu de la divinitat -allò que denomina superment- que porta en si mateix la capacitat, el poder inherent, de canviar el decurs de la marxa de la humanitat, des de l'actual situació en la ignorància cap a un desenvolupament evolutiu amb una major presència de la llum i de la consciència.

## Llegat

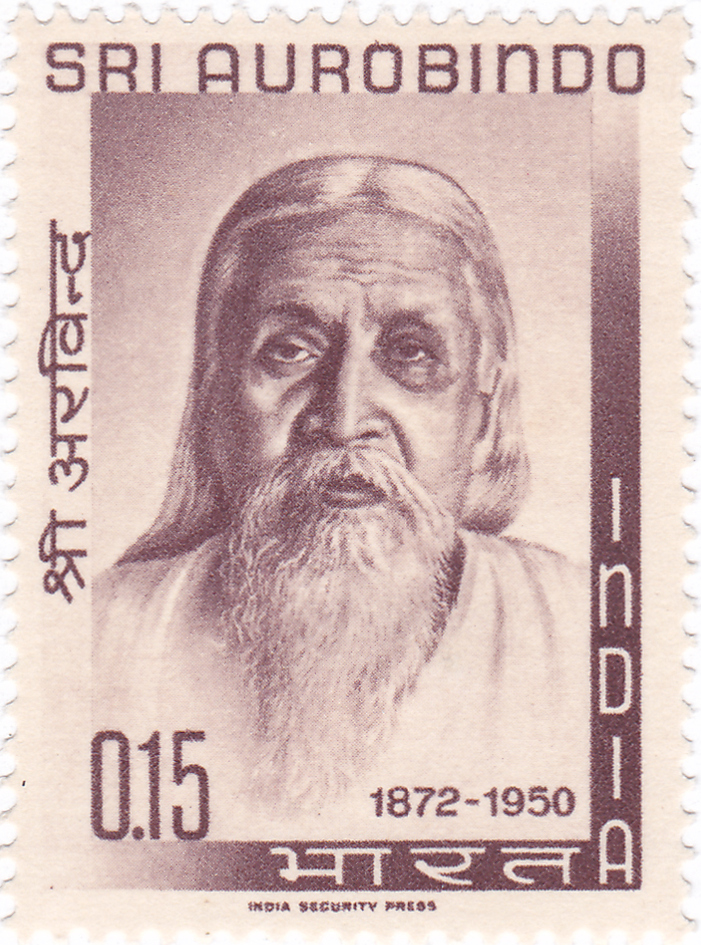
Sri Aurobindo en un segell indi de 1964

### Influència
La seva influència ha estat àmplia. A l'Índia, SK Maitra, Anilbaran Roy i DP Chattopadhyaya van comentar el treball de Sri Aurobindo. Escriptors sobre esoterisme i saviesa tradicional, com Mircea Eliade, Paul Brunton i René Guénon, tots el van veure com un autèntic representant de la tradició espiritual índia. Encara que René Guénon va dir que els pensaments de Sri Aurobindo van ser traïts per alguns dels seus seguidors i que algunes obres publicades sota el seu nom no eren autèntiques, sinó tradicionals.
Haridas Chaudhuri i Frederic Spiegelberg es trobaven entre els que es van inspirar en Aurobindo, que va treballar a la recentment creada Acadèmia Americana d'Estudis Asiàtics a San Francisco. Poc després, Chaudhuri i la seva dona Bina van establir la Cultural Integration Fellowship, de la qual més tard va sorgir l’Institut d'Estudis Integrals de Califòrnia.
Sri Aurobindo va influir en Subhas Chandra Bose perquè prengués la iniciativa de dedicar-se a temps complet al Moviment Nacional Indi. Bose escriu: «L'exemple il·lustre d'Arabindo Ghosh s'alça davant la meva visió. Sento que estic disposat a fer el sacrifici que aquest exemple m'exigeix».
Karlheinz Stockhausen es va inspirar molt en els escrits de Satprem sobre Sri Aurobindo durant una setmana de maig de 1968, un moment en què el compositor estava passant per una crisi personal i havia trobat que les filosofies de Sri Aurobindo eren rellevants per als seus sentiments. Després d'aquesta experiència, la música de Stockhausen va fer un gir completament diferent, centrat en el misticisme, que va continuar fins al final de la seva carrera.
Jean Gebser va reconèixer la influència de Sri Aurobindo en la seva obra i es va referir a ell diverses vegades en els seus escrits. Així, a L'origen invisible cita un llarg passatge de La síntesi del ioga. Gebser creu que va ser «d'alguna manera portat al camp espiritual extremadament poderós de força que irradia a través de Sri Aurobindo». En el seu títol Asia Smiles Differently informa sobre la seva visita a l'Ashram de Sri Aurobindo i la trobada amb la Mare a qui ell anomena persona excepcionalment dotada.
Després de conèixer Sri Aurobindo a Pondicherry el 1915, l'autor i artista danès Johannes Hohlenberg va publicar un dels primers títols de ioga a Europa i més tard va escriure dos assaigs sobre Sri Aurobindo. També va publicar fragments de The Life Divine en traducció danesa.
La guanyadora del Premi Nobel xilena Gabriela Mistral va qualificar Sri Aurobindo d'una síntesi única d'un erudit, un teòleg i un il·lustrat. «El do del lideratge civil, el do de la guia espiritual, el do de la Bella Expressió: aquesta és la trinitat, les tres llances de llum amb què Sri Aurobindo ha arribat al gran nombre d'indis...»
William Irwin Thompson va viatjar a Auroville el 1972, on va conèixer The Mother. Thompson ha qualificat l'ensenyament de Sri Aurobindo sobre l'espiritualitat d'un anarquisme radical i un enfocament postreligiós i considera que el seu treball va tornar a la cultura de la deessa de la prehistòria i, en termes de Marshall McLuhan, va recuperar culturalment els arquetips del xaman i la sage femme...Thompson també escriu que va experimentar Shakti, o poder psíquic procedent de The Mother, la nit de la seva mort el 1973.
Les idees de Sri Aurobindo sobre la posterior evolució de les capacitats humanes van influir en el pensament de Michael Murphy– i indirectament, el moviment del potencial humà, a través dels escrits de Murphy.
El filòsof estatunidenc Ken Wilber ha anomenat Sri Aurobindo el savi filòsof modern més gran de l'Índia i ha integrat algunes de les seves idees en la seva visió filosòfica. La interpretació de Wilber d'Aurobindo ha estat criticada per Rod Hemsell. L'escriptor de la New Age, Andrew Harvey, també considera Sri Aurobindo com una gran inspiració.

### Seguidors
Els següents autors, deixebles i organitzacions remunten la seva herència intel·lectual a Sri Aurobindo i La Mare, o en certa manera han estat influenciats per ells.
- Nolini Kanta Gupta (1889–1983) va ser un dels més grans deixebles de Sri Aurobindo, i va escriure àmpliament sobre filosofia, misticisme i evolució espiritual basat en l'ensenyament de Sri Aurobindo i La Mare.[19]
- Nirodbaran (1903–2006). Un metge que va obtenir el seu títol mèdic d'Edimburg, la seva llarga i voluminosa correspondència amb Sri Aurobindo elabora sobre molts aspectes del Ioga Integral i el registre ràpid de converses treu a relluir el pensament de Sri Aurobindo sobre nombrosos temes.[20]
- M. P. Pandit (1918–1993). Secretari de La Mare i l'ashram, les seves copioses escriptures i conferències cobreixen Ioga, els Vedes, Tantra, l'èpica Savitri de Sri Aurobindo i altres.
- Sri Chinmoy (1931–2007) es va unir a l'ashram el 1944. Més tard, va escriure l'obra sobre la vida de Sri Aurobindo – Sri Aurobindo: Descens del Blau – i un llibre, Infinit: Sri Aurobindo.[21] Autor, compositor, artista i atleta, potser va ser més ben conegut per celebrar esdeveniments públics sobre el tema de la pau interior i l'harmonia mundial (com a concerts, meditacions i races).[22]
- Pavitra (1894–1969) va ser un dels seus primers deixebles. Nascut com Philippe Barbier San Hilaire a París. Pavitra va deixar algunes memòries molt interessants de les seves converses amb ells el 1925 i 1926, que van ser publicades com Talks avec Pavitra.[23]
- Dilipkumar Roy (1897–1980) era un músic de Bengali indi, musicòleg, novel·lista, poeta i assagista.
- TV Kapali Sastry (1886–1953) va ser un autor eminent i erudit sànscrit. Es va unir al Sri Aurobindo Ashram el 1929 i va escriure llibres i articles en quatre idiomes, explorant especialment les interpretacions vèdiques de Sri Aurobindo.
- Satprem (1923–2007) va ser un autor francès i un deixeble important de La Mare que va publicar l'Agenda de la Mare (1982), Sri Aurobindo o l'Aventura de la Consciència (2000), En el Camí a la Supervirilitat (2002) i més.
- Indra Sen (1903–1994) va ser un altre deixeble de Sri Aurobindo que, encara que poc conegut a Occident, va ser el primer a articular la psicologia integral i la filosofia integral, en els primers anys i en els segons. Una compilació dels seus articles va sortir sota el títol, Psicologia Integral el 1986.[24]
- K. D. Sethna (1904–2011) va ser un poeta, erudit, escriptor, crític cultural i deixeble indi de Sri Aurobindo. Durant diverses dècades va ser l'editor de la revista Ashram Mare Índia.[25]
- Margaret Woodrow Wilson (Nistha) (1886–1944), filla del president estatunidenc Woodrow Wilson, va arribar a l'ashram el 1938 i va romandre allí fins a la seva mort.[26] Ella va ajudar a preparar una edició revisada de La Vida Divina.
- El professor XuFancheng (Hsu Hu) (26 d'octubre de 1909, Changsha – 6 de març de 2000, Pequín), estudiant xinès de sànscrit, va arribar a Ashram el 1951 i es va convertir en un devot de Sri Aurobindo i un seguidor de La Mare. Durant 27 anys (1951–78) va viure a Pondicherry i es va dedicar a traduir les obres completes de Sri Aurobindo sota la direcció de La Mare.